# 滨海欧托
滨海欧托（法語：Hautot-sur-Mer，法語發音：[oto syʁ mɛʁ]）是法国滨海塞纳省的一个市镇，属于迪耶普区。

## 地理
滨海欧托（49°53'49"N, 1°2'2"E）面积9.46 平方千米，位于法国诺曼底大区滨海塞纳省，该省份为法国北部沿海省份，其西部及北部濒大西洋英吉利海峡，东起顺时针与索姆省、瓦兹省、厄尔省和卡爾瓦多斯省接壤。
与滨海欧托接壤的市镇（或旧市镇、城区）包括：迪耶普、奥夫朗维尔、锡河畔圣欧班、滨海瓦朗日维尔。

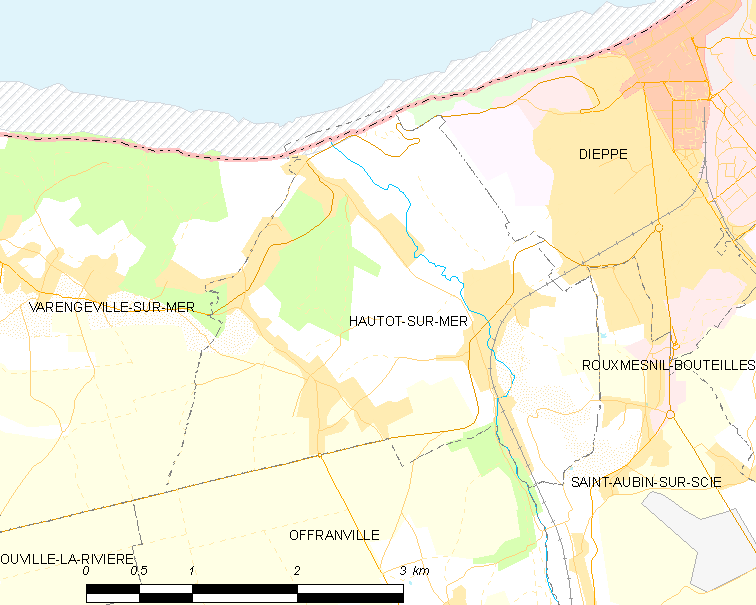
滨海欧托的OSM定位图

滨海欧托的时区为UTC+01:00、UTC+02:00（夏令时）。

## 行政
滨海欧托的邮政编码为76550，INSEE市镇编码为76349。

## 政治
滨海欧托所属的省级选区为迪耶普第一县。

## 人口

1962-2008年间滨海欧托人口变化图示

滨海欧托于2022年1月1日时的人口数量为1879人。